# 漢達瓦底國際機場
漢達瓦底國際機場（英語：Hanthawaddy International Airport）是一座於緬甸的計畫中國際機場。該機場目前訂定將建造於仰光近郊的勃固省，距離仰光市區約80公里。該計畫於2001年被提出，但後因資金不足而導致計畫終結。該機場占地約41平方公里。
緬甸政府因考量目前緬甸經濟隨著開放起飛，仰光國際機場不敷使用，因而重啟這個計畫。該機場於2013年開始建設，並計畫於2016年完工。
2012年由緬甸政府所發起的機場投標案由南韓仁川機場公司聯合漢拏建設、樂天建設、浦項鋼鐵以及錦湖建設得標，預計於2018年完工並且擁有該機場50年的營運權。不過由於韓商以低價得標，而影響財務獲利等因素，因此韓商財團於2014年放棄計畫。
於2014年緬甸政府重新舉辦機場新建案投標案，新的得標者是由新加坡永南控股聯合新加坡樟宜機場公司與日本日揮建設株式會社得標。得標金額10.4億美元中，有49%是緬甸政府向日本政府國際協力銀行所低價貸款而來的。